# Мирабелло

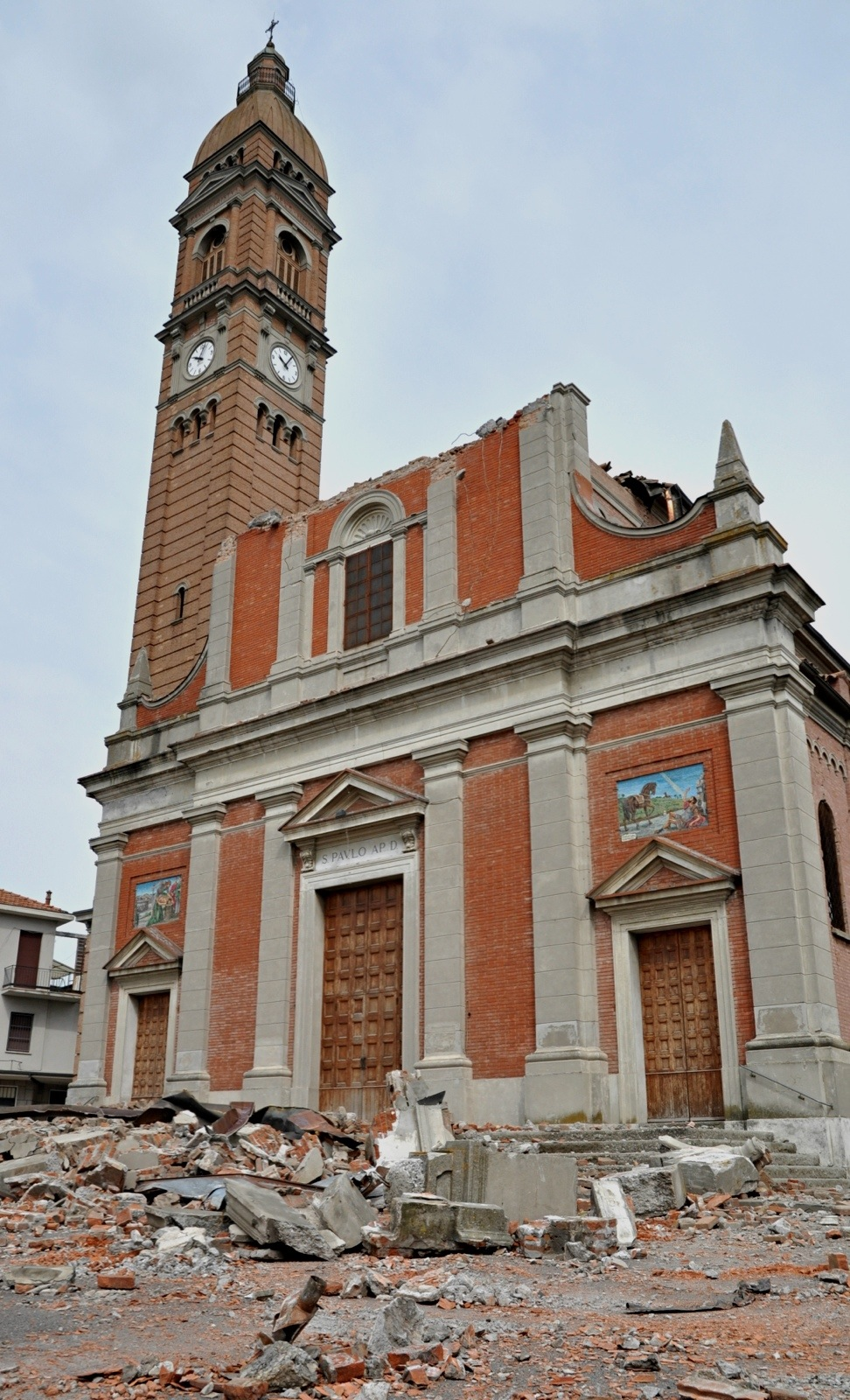
Храм св. апостола Павла после землетрясения.

Мирабелло (итал. Mirabello) — коммуна в Италии, располагается в регионе Эмилия-Романья, в провинции Феррара.
Население составляет 3426 человек (2008 г.), плотность населения составляет 213 чел./км². Занимает площадь 16 км². Почтовый индекс — 44043. Телефонный код — 0532.
Покровителем коммуны почитается святой апостол Павел, празднование 25 января.

## Демография
Динамика населения:

## Администрация коммуны
- Официальный сайт: http://www.comune.mirabello.fe.it/